# Gladiator (More Music From The Motion Picture)
Gladiator (More Music From The Motion Picture) è un album del compositore tedesco Hans Zimmer e della cantante australiana Lisa Gerrard, pubblicato il 21 febbraio 2001 e contenente musiche aggiuntive dalla colonna sonora del film Il gladiatore.

## Descrizione
Sulla scia del successo del primo disco, a quasi un anno di distanza fu pubblicato un secondo album contenente altre musiche tratte dal film. In alcuni brani sono stati utilizzati estratti di parlato dal film (in inglese), tra cui alcune delle frasi divenute più famose. Il CD contiene anche due remix del brano Now We Are Free.

## Tracce
1. Duduk of the North – 5:33
2. Now We Are Free (Juba's Mix) – 4:47
3. The Protector of Rome – 1:25 – con Russell Crowe e Richard Harris
4. Homecoming – 3:35 – con Joaquin Phoenix e Russell Crowe
5. The General Who Became a Slave – 3:03
6. The Slave Who Became a Gladiator – 6:11 – con Oliver Reed e Russell Crowe
7. Secrets – 1:59
8. Rome Is the Light – 2:43
9. All That Remains – 0:54
10. Maximus – 1:09 – chiatarra: Heitor Pareira
11. Marrakesh Marketplace – 0:42
12. The Gladiator Waltz – 8:25 – con Russell Crowe
13. Figurines – 1:01 – yangqin: Lisa Gerrard
14. The Mob – 2:22
15. Busy Little Bee – 3:47 – con Connie Nielsen e Russell Crowe
16. Death Smiles to Us All – 2:29 – con Russell Crowe e Joaquin Phoenix
17. Not Yet – 1:32 – con Djimon Hounsou
18. Now We Are Free (Maximus Mix) – 3:50

Durata totale: 55:27